# Melancólicas
Melancólicas – zbiór poetycki autorstwa José Palmy, wydany w 1912 w Manili.
Opublikowany kilka lat po śmierci autora z inicjatywy jego braci, Rafaela i Manuela. Składają się nań 33 utwory napisane między 1893 a 1901, ukazujące się wcześniej głównie na łamach często efemerycznych tytułów prasowych. Poprzedzony został wstępem pióra Cecilio Apóstola. 
Utrzymany w romantycznej estetyce, bywa analizowany jako odbicie tragicznego życia autora. Interpretowany również jako alegoria wątpliwego i niezwykle kruchego sukcesu filipińskiego ruchu niepodległościowego, zdławionego niemal natychmiast po swoim rzekomym zwycięstwie. 
Doczekał się tłumaczeń, między innymi na angielski. W 2010 światło dzienne ujrzała jego ponowna edycja, wydana przez manilskie Old Gold Publication, natomiast w 2013 wersja cyfrowa oryginału opracowana przez Instytut Cervantesa.